# Vic Ash
Victor Ash (Londen, 9 maart 1930 - 24 oktober 2014) was een Britse jazzmuzikant (saxofoon, klarinet) van de oldtime jazz en de swing.

## Biografie
Vic Ash begon zijn professionele carrière in 1951 in de band van Kenny Baker, waarbij hij speelde tot 1953. Van 1953 tot 1956 werkte hij bij Vic Lewis, daarna begeleidde hij Hoagy Carmichael en Cab Calloway tijdens diens tournees door het Verenigd Koninkrijk. Hij was tijdens de jaren 1950 een favoriet in de fanpolls van het tijdschrift Melody Maker. In deze periode had hij ook het radioprogramma Sunday Break, waarin werd gediscussieerd over jazz en religie. In 1954 nam hij met zijn kwartet een album op met de zangeres Maxine Sullivan in Londen. Van 1957 tot 1959 werkte Ash met zijn eigen ensemble tournees af in de Verenigde Staten. Zijn ensemble was in 1959 als enige Britse jazzband vertegenwoordigd tijdens het Newport Jazz Festival. In 1960 speelde hij met Harry Klein, Brian Dee onder andere in de formatie The Jazz Five.
Ash bleef lang actief in het Britse jazzcircuit. Hij speelde met kleine en grotere formaties zoals de BBC Big Band. Hij begeleidde Frank Sinatra tijdens diens tournees in Europa en het Midden-Oosten van 1970 tot Sinatra's dood. Ash bracht talrijke albums uit bij de labels Pye Records, Nixa Records en MGM Records, die intussen niet meer bestaan. Ash woonde ten laatste in Chalfont St. Giles.

## Overlijden
Vic Ash overleed in oktober 2014 op 84-jarige leeftijd.
- Gemeinsame Normdatei: 133987299
- International Standard Name Identifier: 0000 0001 1443 4799
- Library of Congress Control Number: no2005021068
- MusicBrainz: 99c5e047-367e-4b2a-9680-5d1cf46a0006
- Virtual International Authority File: 48955766
- WorldCat: E39PBJt468KctX3j338tqMPxXd